# Телль-Асвад

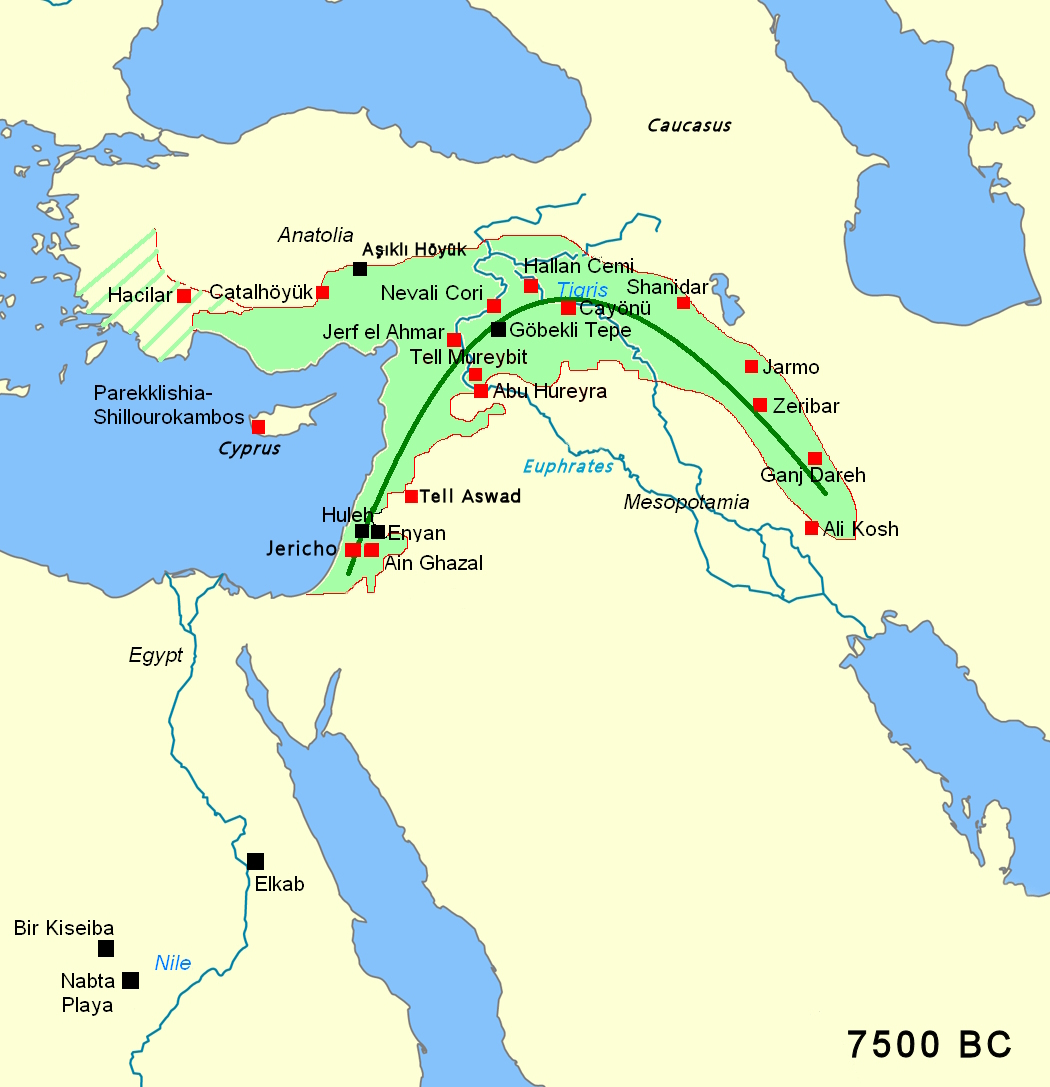

Телль-Асва́д (Су-ук-су, Шукса, араб. تل أسود‎ — «Чёрный холм») — телль докерамического неолита в бассейне реки Барада, в 30 км к юго-востоку от Дамаска. Одно из поселений Плодородного полумесяца, на путях из Центрального Леванта в долины рек Иордан и Средний Евфрат, Северный Левант.
Открыт в 1967 году французским археологом Анри де Контансоном, раскопан в 1971—1972 годах французской экспедицией под руководством Анри де Контансона. В 2001—2006 годах раскопками руководили совместно Даниэль Стордер и Бассам Джамус. Открыты 18 уровней и 3 фазы поселения. Калиброванный радиоуглеродный возраст около  8700—7000 гг. до н. э.
Постройки из сырцового кирпича (с добавлением соломы) в плане круглые, реже прямоугольные, с несколькими помещениями. Обмазаны глиной, крыши из тростника. Вход как правило на востоке. Очаги на ранних этапах вне домов, позднее — в домах.
Свыше 100, в том числе коллективных, захоронений. Встречаются вторичные захоронения (чаще полные скелеты, иногда без черепов, на боку в позе эмбриона). На ранних этапах захоронения расположены в черте домов или рядом, затем — вне поселения. Обнаружены расположенные двумя группами 9 черепов без мягких тканей, покрытые глиной и раскрашенные.
Орудия: кремневые крупные пластины, наконечники иерихонского и асвадского типов. Изделия из анатолийского обсидиана. Ёмкости, украшения, фигурки людей и животных, «фишки» (сферы, конусы, диски) из глины и камня. Тёрочники, ступки. Найдены следы плетения и ткачества.
Обнаружены начатки доместикации: пшеница двузернянка, ячмень, чечевица. Из одомашненных животных: коза, овца, свинья, крупный рогатый скот. Добытые охотой: кабан, джейран, газель, утка. Плоды: фисташки, инжир.